# 1868
| [ Edytuj tabelę ]              | |
| Król Polski (tytularny)        | - 1855 Aleksander II Romanow 1881 |
| Emir Afganistanu               | - 1867 Szer Ali Chan 1879 |
| Współksiążęta Andory           | - 1853 Josep Caixal i Estradé 1879 - 1848 Karol Ludwik Napoleon Bonaparte 1870                                                       |
| Prezydent Argentyny            | - 1862 gen. Bartolomé Mitre 1868 - 1868 Domingo Faustino Sarmiento 1874                                                              |
| Cesarz Austrii                 | - 1848 Franciszek Józef I 1916 |
| Król Bawarii                   | - 1864 Ludwik II 1886 |
| Król Belgów                    | - 1865 Leopold II 1909 |
| Premier Belgii                 | - 1857 Charles Rogier 1868 - 1868 H.-J.-W. Frère-Orban 1870                                                                          |
| Prezydent Boliwii              | - 1864 Mariano Melgarejo 1871 |
| Cesarz Brazylii                | - 1831 Pedro II 1889 |
| Sułtan Brunei                  | - 1852 Abdul Momin 1885 |
| Prezydent Chile                | - 1861 José Joaquín Pérez 1871 |
| Cesarz Chin                    | - 1861 Tongzhi 1875 |
| Król Czech                     | - 1848 Franciszek Józef I 1916 |
| Król Danii                     | - 1863 Chrystian IX 1906 |
| Premier Danii                  | - 1865 Christian Emil Krag-Juel- -Vind-Frijs 1870                                                                                    |
| Dalajlama                      | - 1857 Trinlej Gjaco 1875 |
| Prezydent Dominikany           | - 1866 José María Cabral 1868 - 1868 Manuel Altagracia Cáceres 1868 - 1868 Buenaventura Báez 1874                                    |
| Władca Egiptu                  | - 1863 Isma’il Pasza 1879 |
| Premier Egiptu                 | - 1867 Raghib Pasza 1868 - 1868 Muhammad Szarif Pasza 1872                                                                           |
| Prezydent Ekwadoru             | - 1867 Pedro José de Artera 1868 - 1868 Juan Javier Espinosa 1869                                                                    |
| Cesarz Etiopii                 | - 1855 Teodor II 1868 - 1868 Tekle Gijorgis II 1871                                                                                  |
| Cesarz Francuzów               | - 1852 Napoleon III 1870 |
| Król Grecji                    | - 1863 Jerzy I 1913 |
| Prezydent Gwatemali            | - 1865 Vicente Cerna Sandoval 1871                                                                                                   |
| Prezydent Haiti                | - 1867 Sylvain Salnave 1868 |
| Cesarz Haiti                   | - 1868 Sylwan I Salnave 1870 |
| Król Hawajów                   | - 1863 Kamehameha V 1872 |
| Król Hiszpanii                 | - 1833 Izabela II 1868 |
| Król Holandii                  | - 1849 Wilhelm III 1890 |
| Premier Holandii               | - 1866 Julius van Zuylen van Nijevelt 1868 - 1868 Pieter Philip van Bosse 1871                                                       |
| Prezydent Hondurasu            | - 1864 José María Medina 1872 |
| Szach Iranu                    | - 1848 Naser ad-Din Szah 1896 |
| Król Irlandii                  | - 1837 Wiktoria Hanowerska 1901 |
| Cesarz Japonii                 | - 1867 Mutsuhito 1912 |
| Kalif                          | - 1861 Abdülaziz 1876 |
| Premier Kanady                 | - 1867 John Macdonald 1873 |
| Emir Kataru                    | - 1847 Muhammad ibn Sani 1878 |
| Prezydent Kolumbii             | - 1867 gen. Santos Acosta 1868 - 1868 gen. Santiago Gutiérrez 1870                                                                   |
| Patriarcha Konstantynopola     | - 1867 Grzegorz VI 1871 |
| Władca Korei                   | - 1863 Kojong 1907 |
| Prezydent Kostaryki            | - 1866 José María Castro Madriz 1868 - 1868 Jesús Jiménez Zamora 1870                                                                |
| Emir Kuwejtu                   | - 1866 Abd Allah II 1892 |
| Prezydent Liberii              | - 1864 Daniel Bashiel Warner 1868 - 1868 James Spriggs-Payne 1870                                                                    |
| Książę Liechtensteinu          | - 1858 Jan II Dobry 1929 |
| Wielki książę Luksemburga      | - 1849 Wilhelm III 1890 |
| Premier Luksemburga            | - 1867 Emmanuel Servais 1874 |
| Sułtan Maroka                  | - 1859 Muhammad IV 1873 |
| Prezydent Meksyku              | - 1867 Benito Juárez 1872 |
| Książę Monako                  | - 1856 Karol III 1889 |
| Król Nawarry                   | - 1848 Napoleon I 1870 |
| Król Nepalu                    | - 1847 Surendra 1881 |
| Premier Nepalu                 | - 1857 Jang Bahadur Rana 1877 |
| Prezydent Nikaragui            | - 1867 Fernando Guzmán Solórzano 1871                                                                                                |
| Król Norwegii                  | - 1859 Karol IV 1872 |
| Premier Nowej Zelandii         | - 1865 Edward Stafford 1869 |
| Sułtan Omanu                   | - 1866 Salim ibn Suwajni 1868 - 1868 Azzan ibn Kajs 1870                                                                             |
| Papież                         | - 1846 Pius IX 1878 |
| Prezydent Paragwaju            | - 1862 Francisco Solano López 1870                                                                                                   |
| Prezydent Peru                 | - 1865 Mariano Ignacio Prado 1868 - 1868 Pedro Diez Canseco 1868 - 1868 José Balta 1872                                              |
| Król Portugalii                | - 1861 Ludwik 1889 |
| Król Prus                      | - 1861 Wilhelm I 1888 |
| Car Rosji                      | - 1855 Aleksander II 1881 |
| Książę Rumunii                 | - 1866 Karol I 1881 |
| Premier Rumunii                | - 1867 Ștefan Golescu 1868 - 1868 Nicolae Golescu 1868 - 1868 Dimitrie Ghica 1870                                                    |
| Król Saksonii                  | - 1854 Jan Wettyn 1873 |
| Prezydent Salwadoru            | - 1863 Francisco Dueñas 1871 |
| Kapitanowie Regenci San Marino | - 1867 Gaetano Simoncini Pietro Righi 1868 - 1868 Palamede Malpeli Giuseppe Vagnini 1868 - 1868 Pietro Tonnini Sante Lonfernini 1869 |
| Książę Serbii                  | - 1860 Michał Obrenowić 1868 - 1868 Milan I Obrenowić 1882                                                                           |
| Prezydent Szwajcarii           | - 1868 Jakob Dubs 1868 |
| Król Szwecji                   | - 1859 Karol XV 1872 |
| Król Tajlandii                 | - 1851 Mongkut 1868 - 1868 Chulalongkorn 1910                                                                                        |
| Sułtan Turków                  | - 1861 Abdülaziz 1876 |
| Prezydent Urugwaju             | - 1865 Venancio Flores (p.o.) 1868 - 1868 Pedro Varela (p.o.) 1868 - 1868 Lorenzo Batlle y Grau 1872                                 |
| Prezydent USA                  | - 1865 Andrew Johnson 1869 |
| Prezydent Wenezueli            | - 1863 Juan Crisóstomo Falcón 1868 - 1868 Manuel Ezequiel Bruzual 1868 - 1868 Guillermo Tell Villegas 1869                           |
| Król Węgier                    | - 1848 Franciszek Józef I 1916 |
| Premier Węgier                 | - 1867 Gyula Andrássy 1871 |
| Monarcha Wielkiej Brytanii     | - 1837 Wiktoria 1901 |
| Premier Wielkiej Brytanii      | - 1866 Edward Stanley 1868 - 1868 Benjamin Disraeli 1868 - 1868 William Ewart Gladstone 1874                                         |
| Cesarz Wietnamu                | - 1847 Tự Đức 1883 |
| Król Włoch                     | - 1861 Wiktor Emanuel II 1878 |

Rok 1868 / MDCCCLXVIII
stulecia: XVIII wiek ~
XIX wiek ~
XX wiek

dziesięciolecia:
1830–1839 •
1840–1849 •
1850–1859 •
1860–1869
• 1870–1879
• 1880–1889
• 1890–1899

lata: 1858 «
1863 «
1864 «
1865 «
1866 «
1867 «
1868
» 1869
» 1870
» 1871
» 1872
» 1873
» 1878

## Wydarzenia w Polsce
- 30 stycznia – w okolicach Pułtuska w postaci roju spadł meteoryt Pułtusk.
- 24 września – Sejm Krajowy Galicji uchwalił rezolucję, w której domagał się autonomii. Był to początek tzw. okresu rezolucyjnego.
- 5 października – Sejm Krajowy Galicji uchwalił we Lwowie akt prawny dotyczący ochrony świstaka tatrzańskiego i kozicy w Tatrach.
- data dzienna nieznana: 
  - W Galicji założono bank włościański

## Wydarzenia na świecie
- 3 stycznia – Restauracja Meiji w Japonii obaliła feudalny siogunat i przywróciła władzę cesarską. Był to początek zwrotu w gospodarce i polityce japońskiej, który w XX wieku doprowadził ją do potęgi.
- 19 lutego – w wyniku zamachu zginął prezydent Urugwaju Venancio Flores.
- 24 lutego – Andrew Johnson został, jako pierwszy w historii prezydent USA, poddany przez Izbę Reprezentantów procedurze impeachmentu.
- 27 lutego – w Wielkiej Brytanii powstał pierwszy rząd Benjamina Disraelego.
- 5 marca – w mediolańskiej La Scali odbyła się prapremiera opery Mefistofeles Arriga Boita do własnego libretta według Fausta Johanna Wolfganga Goethego.
- 8 marca – 11 francuskich marynarzy zostało zamordowanych przez samurajów w japońskim porcie Sakai pod Osaką.
- 12 marca:
  - syn brytyjskiej królowej Wiktorii, książę Alfred został postrzelony przez zamachowca w australijskim Sydney
  - Wielka Brytania zaanektowała południowoafrykańskie Basuto (obecne Lesotho)
- 23 marca – założono Uniwersytet Kalifornijski.
- 29 marca – wojna boshin: zwycięstwo stronników cesarskich nad siłami siogunatu w bitwie pod Kōshū-Katsunumą.
- 2 kwietnia – Ranavalona II została królową Madagaskaru.
- 3 kwietnia – w trzęsieniu ziemi na wyspie Hawaiʻi zginęło 77 osób.
- 6 kwietnia – w Japonii ogłoszono tzw. przysięgę cesarską (autorzy: cesarz i przywódcy 3 największych klanów).
- 13 kwietnia – po przegranej bitwie z ekspedycją gen. Roberta Napiera cesarz Etiopii Teodor II popełnił samobójstwo.
- 1 maja – kolarstwo torowe: pierwsze w historii zawody odbyły się w paryskim parku Saint-Cloud (zwyciężył Anglik James Moore, przejeżdżając 1200 m w 3:50,0 s.)
- 14 maja – wojna boshin w Japonii: zwycięstwo wojsk cesarskich nad siłami siogunatu w bitwie o zamek Utsunomiya.
- 16 maja:
  - wmurowano kamień węgielny pod budowę Teatru Narodowego w Pradze.
  - Senat Stanów Zjednoczonych większością jednego głosu odrzucił wniosek o zastosowanie impeachmentu wobec prezydenta USA Andrew Johnsona, oskarżonego o nadużycie władzy.
- 26 maja:
  - w Wielkiej Brytanii odbyła się ostatnia publiczna egzekucja.
  - prezydent USA Andrew Johnson uniknął w głosowaniu Senatu jednym głosem procedury impeachmentu.
- 28 maja – francuski astronom Alphonse Borrelly odkrył planetoidę (99) Dike.
- 4 czerwca – Pieter Philip van Bosse został premierem Holandii.
- 11 czerwca – Tekle Gijorgis II został cesarzem Etiopii.
- 15 czerwca – uruchomiono linię kolejową przez przełęcz Mont-Cenis w Alpach (zlikwidowana w 1871).
- 21 czerwca – prapremiera opery Śpiewacy norymberscy Richarda Wagnera.
- 23 czerwca – amerykański wynalazca Christopher Sholes opatentował pierwszą zdatną do wykorzystania praktycznego maszynę do pisania.
- 9 lipca – weszła w życie 14. Poprawka do Konstytucji Stanów Zjednoczonych, gwarantująca Afroamerykanom pełne prawa obywatelskie.
- 14 lipca – Alvin J. Fellows opatentował taśmę mierniczą.
- 13 sierpnia – Chile i Peru nawiedziło trzęsieniem ziemi, które zabiło ponad 25 000 osób.
- 18 sierpnia – francuski astronom Pierre Janssen, badając widmo korony słonecznej podczas zaćmienia, odkrył hel.
- 23 września – Portoryko ogłosiło niepodległość.
- 24 września – Eduard von Taaffe został premierem Austrii.
- 10 października – na Kubie wybuchło powstanie przeciw Hiszpanii.
- 17 października:
  - została uchwalona Konstytucja Luksemburga.
  - podpisanie konwencji z Mannheim (modyfikowana podstawa funkcjonowania Centralnej Komisji Żeglugi na Renie)
- 15 listopada – miała miejsce erupcja Wezuwiusza, jednego z pięciu najniebezpieczniejszych wulkanów świata.
- 27 listopada – około setki Szejenów zostało zmasakrowanych przez wojska amerykańskie nad Washita River.
- 3 grudnia – w Wielkiej Brytanii utworzono pierwszy rząd Williama Ewarta Gladstone’a.
- 6 grudnia – wojna koalicji z Paragwajem: zwycięstwo wojsk brazylijskich nad paragwajskimi w bitwie pod Itororó.
- 10 grudnia – Londyn: uruchomiono pierwszą uliczną sygnalizację świetlną.
- 11 grudnia – przedstawiciele 19 państw podpisali Deklarację petersburską, zakazującą stosowania broni powodującej niepotrzebne cierpienie żołnierzy przeciwnika i odmawiania zakwaterowania pokonanym żołnierzom.
- 25 grudnia:
  - na japońskiej wyspie Hokkaido została utworzona pierwsza azjatycka Republika Ezo.
  - prezydent Andrew Johnson ułaskawił wszystkich żołnierzy Konfederacji z czasów wojny secesyjnej.
  - wojna paragwajska: w bitwie pod Ypacarai wojska argentyńsko-brazyliskie rozgromiły armię paragwajską prezydenta Francisca Solano Lópeza.
- Ludwik Pasteur opracował metodę pasteryzacji.
- Amerykanin, William Curtis jako pierwszy użył do biegania butów z kolcami.

## Urodzili się
- 2 stycznia – Arthur Gore, angielski tenisista, który brał udział we wszystkich zawodach na kortach Wimbledonu w latach 1888–1927 (zm. 1928)
- 8 stycznia – Frank Watson Dyson, brytyjski astronom (zm. 1939)
- 11 stycznia – William Purnell Jackson, amerykański polityk, senator ze stanu Maryland (zm. 1939)
- 2 lutego – Walenty Wojciech, duchowny katolicki, biskup pomocniczy wrocławski (zm. 1940)
- 5 lutego
  - Hugh Ford, amerykański reżyser filmowy i teatralny oraz scenarzysta (zm. 1952)
  - Lodewijk Mortelmans, flamandzki kompozytor, dyrygent i pedagog, (zm. 1952)
- 7 lutego - Aleen Cust, irlandzka weterynarz (zm. 1937)
- 23 lutego – Anna Hofman-Uddgren, szwedzka pionierka kina, reżyserka (zm. 1947)
- 26 lutego – Wincenty Pelufo Corts, hiszpański duchowny katolicki, męczennik, błogosławiony (zm. 1936)
- 3 marca – Kazimierz Jan Miczyński, polski agronom, gleboznawca, wykładowca akademicki (zm. 1918)
- 14 marca – Ascensión Nicol Goni, hiszpańska zakonnica, błogosławiona katolicka (zm. 1940)
- 15 marca – Helena Semadeni, polska nauczycielka, działaczka społeczna (zm. 1948)
- 16 marca – Karol Bahrke, polski drukarz, wydawca, redaktor (zm. prawdop. 1935)
- 22 marca
  - Alfred Fowler, brytyjski astronom (zm. 1940)
  - Robert Millikan, amerykański fizyk; jako pierwszy wyznaczył ładunek elementarny, laureat Nagrody Nobla (zm. 1953)
- 28 marca – Maksim Gorki (ros. Максим Горький), pisarz rosyjski (zm. 1936)
- 26 kwietnia – Max Rothmann, niemiecki lekarz żydowskiego pochodzenia, fizjolog, neurolog i neuroanatom (zm. 1915)
- 29 kwietnia – Pius od św. Alojzego, włoski pasjonista, błogosławiony katolicki (zm. 1889)
- 7 maja – Stanisław Przybyszewski, pisarz okresu Młodej Polski (zm. 1927)
- 14 maja – Magnus Hirschfeld, niemiecki lekarz żydowskiego pochodzenia, jeden z prekursorów seksuologii (zm. 1935)
- 18 maja:
  - Ludwig Landmann, niemiecki polityk pochodzenia żydowskiego (zm. 1945)
  - Mikołaj II Romanow, ostatni cesarz Rosji, rządził w latach 1894–1917, święty prawosławny (zm. 1918, rozstrzelany z rodziną przez CzeKa)
  - Stanisław Stückgold, polski malarz pochodzenia żydowskiego (zm. 1933)
- 26 maja – Otton Steinborn, polski lekarz, polityk pochodzenia niemieckiego, prezydent Torunia (zm. 1936)
- 4 czerwca – Henrietta Leavitt, amerykańska astronom (zm. 1921)
- 10 czerwca – Roman Krogulski, polski adwokat, samorządowiec, burmistrz i prezydent Rzeszowa (zm. 1936)
- 14 czerwca – Karl Landsteiner, austriacki immunolog, odkrywca grup krwi u ludzi (zm. 1943)
- 29 czerwca – George Ellery Hale, amerykański astronom (zm. 1938)
- 4 lipca – Charles Binet-Sanglé, francuski lekarz wojskowy, psycholog (zm. 1941)
- 13 lipca – Paul Arndt, niemiecki duchowny ewangelicko-reformowany, historyk (zm. 1955)
- 17 lipca – Arnold Kriedte, niemiecki księgarz i wydawca w Grudziądzu (zm. 1945)
- 30 lipca – Alfred Weber, niemiecki socjolog, teoretyk kultury (zm. 1958)
- 2 sierpnia – Konstantyn I Glücksburg, król Grecji (zm. 1923)
- 5 sierpnia – Marie Belloc Lowndes, angielska pisarka (zm. 1947)
- 7 sierpnia – Granville Bantock, angielski kompozytor (zm. 1946)
- 8 września – Maria Venegas de la Torre, meksykańska zakonnica, święta katolicka (zm. 1959)
- 3 października – Antonín Chráska, czeski teolog protestancki, autor przekładu Biblii na język słoweński (zm. 1953)
- 7 października – Fred Hovey, amerykański tenisista (zm. 1945)
- 16 października – Franz Ritter von Epp, niemiecki polityk, działacz narodowosocjalistyczny, namiestnik Bawarii (zm. 1946)
- 23 października – Frederic William Lanchester, brytyjski inżynier i konstruktor samochodów (zm. 1946)
- 24 października - Alexandra David-Néel, francuska pisarka, podróżniczka, orientalistka, buddystka (zm. 1969)
- 28 października – James Connolly, amerykański lekkoatleta (zm. 1957)
- 12 listopada – Henryk Kon (Sawicki), polski adwokat żydowskiego pochodzenia (zm. 1949)
- 21 listopada – Stanisław Krygowski, prawnik, adwokat, działacz turystyczny, turysta górski i fotografik (zm. 1944)
- 30 listopada - Angela Brazil, brytyjska pisarka (zm. 1947)
- 27 grudnia – Edward Flatau, polski lekarz, współtwórca neurologii polskiej i światowej (zm. 1932)
- data dzienna nieznana:
  - Józefina Bakhita, niewolnica pochodząca z Sudanu, kanosjanka, święta katolicka (zm. 1947)

## Zmarli
- 10 stycznia – Karol Szajnocha, polski pisarz, historyk, patriota i działacz niepodległościowy (ur. 1818)
- 27 lutego – Walerian Łukasiński, polski działacz niepodległościowy (ur. 1786)
- 13 kwietnia – Teodor II, cesarz Etiopii (ur. 1818)
- 24 kwietnia – Maria Eufrazja Pelletier, francuska zakonnica, założycielka Zgromadzenia Matki Bożej Miłosiernej od Dobrego Pasterza, święta katolicka (ur. 1796)
- 21 maja – Stanisław Wysocki, polski inżynier, projektant i główny inżynier budowy Drogi Żelaznej Warszawsko-Wiedeńskiej (ur. 1805)
- 22 maja – Maria Domenica Brun Barbantini, włoska zakonnica, założycielka Sióstr Służących Chorym św. Kamila, błogosławiona katolicka (ur. 1789)
- 25 czerwca – Siegmund Lachenwitz, niemiecki malarz animalista (ur. 1820)
- 15 lipca – William Morton, amerykański dentysta, wynalazca narkozy eterowej (ur. 1819)
- 1 sierpnia – Piotr Julian Eymard, francuski marysta, założyciel Kongregacji Eucharystianów, święty katolicki (ur. 1811)
- 3 sierpnia – Ambroży Grabowski, polski historyk, księgarz, kolekcjoner, archeolog i antykwariusz (ur. 1782)
- 26 września – August Ferdinand Möbius, niemiecki matematyk, znany ze wstęgi Möbiusa (ur. 1790)
- 17 października – Laura Secord, bohaterka narodowa Kanady (ur. 1775)
- 30 listopada – Hipolit Cegielski, polski pedagog i przemysłowiec (ur. 1813)
- 10 grudnia – Friedrich Wilhelm Krummacher, refermowany teolog i znany kaznodzieja (ur. 1796)
- data dzienna nieznana:
  - Aleksander Potocki(inne języki) – polski wojskowy, powstaniec listopadowy, emigrant, filantrop (ur. 1798)
  - Cyprian Zabłocki – polski ziemian i przedsiębiorca (ur. 1792)

## Święta ruchome
- Tłusty czwartek: 20 lutego
- Ostatki: 25 lutego
- Popielec: 26 lutego
- Niedziela Palmowa: 5 kwietnia
- Wielki Czwartek: 9 kwietnia
- Wielki Piątek: 10 kwietnia
- Wielka Sobota: 11 kwietnia
- Wielkanoc: 12 kwietnia
- Poniedziałek Wielkanocny: 13 kwietnia
- Wniebowstąpienie Pańskie: 21 maja
- Zesłanie Ducha Świętego: 31 maja
- Boże Ciało: 11 czerwca